# Andrzej Dominiczak
Andrzej Dominiczak (ur. 15 grudnia 1954 w Warszawie) – działacz społeczny, publicysta, tłumacz, prezes Towarzystwa Humanistycznego. Założyciel i prezes fundacji Sapere Aude – polskiego partnera Center for Inquiry Transnational z siedzibą w Buffalo, USA.
Studiował psychologię (Uniwersytet Warszawski) i filozofię (m.in. roczne prywatne seminarium filozoficzne w Sydney oraz cykl seminariów z etyki w ramach „Summer studies” w Center for Inquiry w Buffalo). Prowadził psychoterapię dla narkomanów, szkołę rodzenia i poradnictwo dla ofiar przemocy w rodzinie. Opracował i stosował także nowe na gruncie polskim podejście, zwane „psychoterapią filozoficzną”, łączące niektóre elementy terapii humanistycznej z refleksją typu filozoficznego.
Przez kilka lat mieszkał m.in. Holandii, Szwecji i Australii.
W latach 80. XX wieku działał w ruchu antywojennym i wolnościowym. Na początku lat 90. współtworzył ruch humanistyczno-wolnomyślicielski w Polsce. W 1991 r. wraz z Jerzym Ciechanowiczem i Haliną Jóźwiak (Postek) utworzył Towarzystwo Humanistyczne, które zajmowało się krzewieniem świeckiego humanizmu w Polsce. W ramach TH przygotował m.in. projekt „konkordatu z niewierzącymi”, zajmował się prawami i wolnościami młodzieży, kobiet oraz problemami społecznymi o wymiarze światopoglądowym.
W roku 1995 był współzałożycielem, a następnie współprzewodniczącym Polskiej Federacji Stowarzyszeń Humanistycznych, integrującej polski ruch laicki i humanistyczny. W jego ramach blisko współpracował z Barbarą Stanosz.
Reprezentował polski ruch humanistyczny na konferencjach w Berlinie, Utrechcie, Bratysławie, Amsterdamie, Buffalo, Toledo. Organizował dwie międzynarodowe konferencje humanistyczne w Warszawie (1996, 2002).
W wydawnictwie „Książka i Prasa” prowadzi serię wydawniczą „Prometeusz” i „Sapere Aude” – cykl książek o charakterze wolnomyślicielskim i antyklerykalnym.
Przetłumaczył na polski m.in. Dawne Indie kraina tajemnic. Zaginione cywilizacje, Misjonarska miłość. Matka Teresa w teorii i w praktyce Christophera Hitchensa, Święty koszmar Jamesa A. Haughta, Watykan zdemaskowany Paula L. Williamsa, Bez miłosierdzia.
Od wielu lat jest członkiem redakcji kwartalnika „Bez Dogmatu”. Publikował ponadto w „Nie”, „Życiu Warszawy”, „Świecie” oraz w zagranicznych pismach humanistycznych.
Współpracuje z ruchem feministycznym, w szczególności z Centrum Praw Kobiet. Jest autorem lub współautorem licznych raportów, publikacji i tłumaczeń dotyczących dyskryminacji kobiet oraz przemocy w rodzinie.